# Орден Военных заслуг (Сирия)
Орден «За Военные заслуги» — государственная награда Сирийской Арабской Республики.

## История
Орден «За военные заслуги» был учреждён законодательным декретом от 4 июля 1953 года за № 167 в трёх классах с целью поощрения военнослужащих за храбрость и доблесть в военных операциях. В 1976 году статут орден был изменён, он был расширен до четырёх классов, и теперь орден могли получать гражданские лица и иностранцы. Более того, орден может вручаться городам и предприятиям, жители или работники которых внесли посильный вклад в военных операциях.
Орден имеет часто употребляемые неофициальные названия: «Военная медаль», «Орден Военного полумесяца», а также «Медаль Мужества».

## Степени
Орден имеет четыре класса:
- Орден специального класса
- Орден Первого класса
- Орден Второго класса
- Орден Третьего класса

Класс награды определяется чином награждаемого. Поскольку для всех классов знаки ордена одинакового размера, то для определения класса на ленте ордена размещается соответствующая накладка, однако на практике накладки размещались не всегда.
| Орденские планки  | Орденские планки | Орденские планки | Орденские планки |
| ----------------- | ---------------- | ---------------- | ---------------- |
| Специальный класс | Первый класс     | Второй класс     | Третий класс     |
|                   |                  |                  |                  |

## Описание

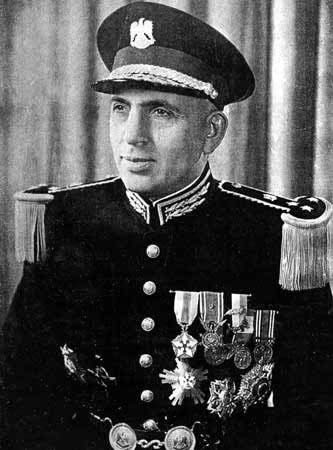
Президент Сирии Адиб аш-Шишакли с знаком ордена на груди

Знак ордена — бронзовая восьмиконечная звезда диаметром 43 мм, лучи которой в виде пушечных дул прикрыты многолучевым сиянием из заострённых двугранных лучиков. В центре в венке из дубовых листьев пятиконечная звезда с штралами между лучей в виде пятиугольников, в центре полумесяц, вписанный в круг. На венке восседает расправивший крылья орёл (размах крыльев — 44 мм.), вокруг головы которого выходящий из за крыльев вписанный в круг полумесяц (как в центре звезды).
Реверс знака матированный.
При помощи подвесных петлей на реверсе крыльев орла, знак ордена крепится к орденской ленте.
Лента ордена муаровая, красного цвета с двумя белыми полосками по краям 3 мм шириной каждая.